# Groapa Bingen

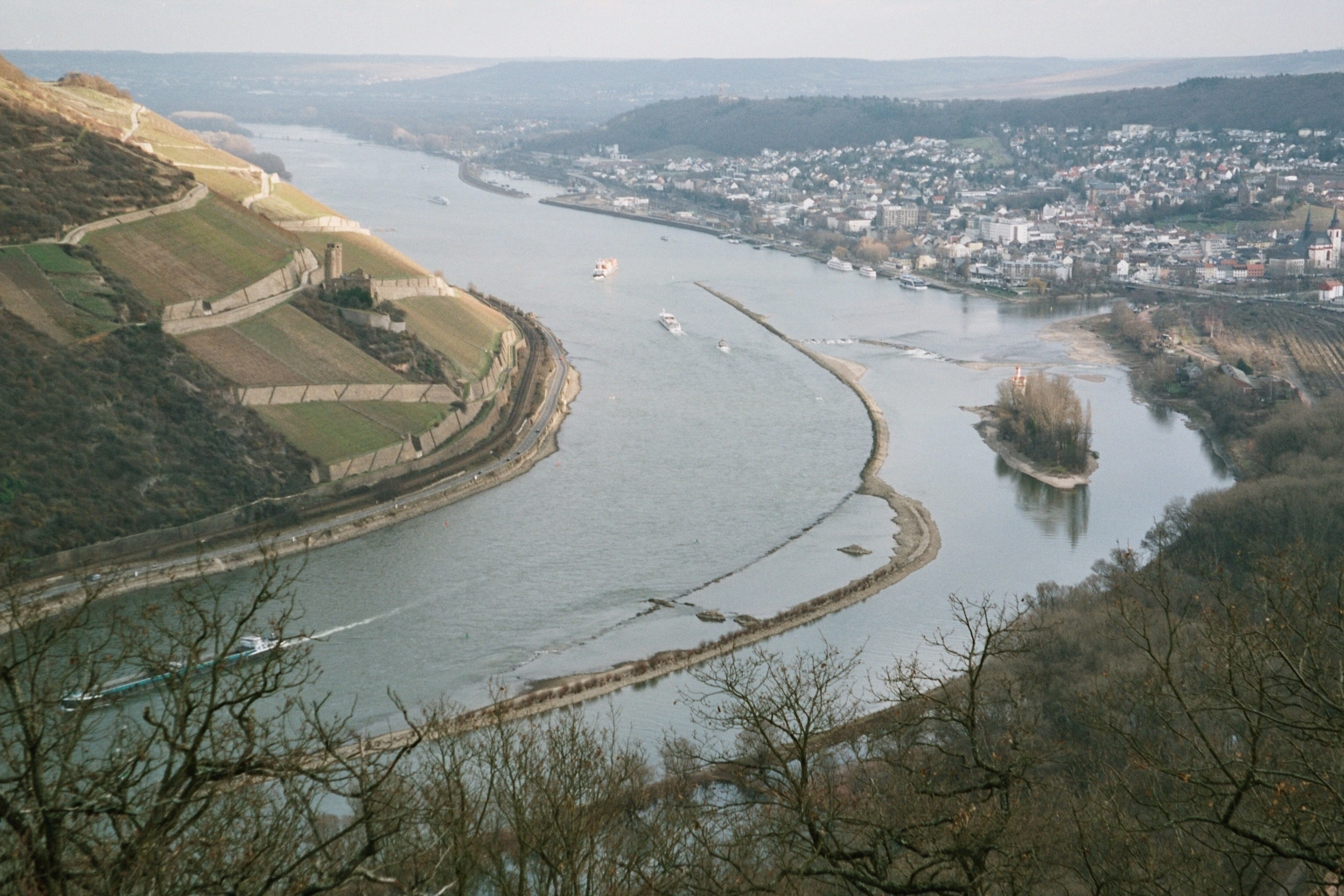
Groapa Bingen azi

Groapa Bingen (în germană Binger Loch) se află pe malul drept al cursului mijlociu al Rinului, la kilometrul 530,8, nu departe de stânca Loreley și de localitatea Bingen. 
Această zonă, în care Rinul traversează o regiune muntoasă, devine punctul cel mai periculos și îngust de pe cursul mijlociu al Rinului. În trecut, navele încărcate cu mărfuri nu puteau traversa acest punct, mărfurile trebuind să fie descărcate, transportate pe mal (Niederwald) și apoi reîncărcate după ce nava ușurată de mărfuri a traversat groapa.